# Pinewood Studios
Les Pinewood Studios sont des studios de cinéma situés à Iver dans le comté du Buckinghamshire, près de Londres en Angleterre, et dont le premier film est sorti en 1936. Ils sont gérés par la société Pinewood Group qui gère d'autres lieux au Royaume-Uni.
La société de production des films de James Bond, EON Productions, y maintient son siège.
Pinewood Studios organise des festivals notamment en partenariat avec le Lift-Off Global Network mettant en avant les œuvres de nouveaux réalisateurs émergents à travers le monde entier et permettant aux gagnants, d'accéder à un réseau de professionnel reconnu dans le milieu.

## Historique
En 1934, Charles Boot se lance dans la construction d'un lieu de tournage dans le village de Iver Heath dans le  Buckinghamshire et achète aux enchères un terrain dans une pinède avec une bâtisse nommée Heatherden Hall. Début 1935, il prend contact avec la British National Films Company pour qu'elle rachète le terrain.
En 1935, J. Arthur Rank qui se lance dans la production cinématographique, achète le terrain qu'il transforme en studio de cinéma. Le studio est inauguré le 30 septembre 1936. Il devient alors l'un des éléments de la Rank Organisation.
En 1939, la Rank Organisation achète les Denham Film Studios situés à un peu plus de 4 milles (6 km). Après la fusion, le studio est nommé D&P Studios.
Le 27 juin 1984, le plateau 007 des studios de Pinewood subit un incendie qui détruit le décor de la forêt du film Legend de Ridley Scott.
Le 16 octobre 2012, Disney annonce installer un studio permanent aux Pinewood Studios. Le 31 juillet 2013, le Hollywood Reporter rapporte que des fans de Star Wars ont découvert que Foodles Productions, une récente filiale indirecte de Lucasfilm, est domiciliée aux Pinewood Studios où est prévu le tournage de Star Wars, épisode VII.
En mai 2014 commence le tournage du nouveau Star Wars : Le Réveil de la Force.
Le 19 août 2017, Walt Disney Studios signe un contrat pluriannuel de production avec les Pinewood Studios jusqu'en 2029 malgré les incertitudes liées au Brexit.
Le 8 septembre 2019, Walt Disney Studios signe un contrat de longue durée avec les Pinewood Studios pour l'usage exclusif du site jusqu'en 2029,,.

## Installations

### The Weakest Link
Le tournage de la célèbre émission britannique The Weakest Link (adapté en France sous le nom Le Maillon faible) avait lieu aux Pinewood Studios jusqu'en 2009. Puis le tournage a été déplacé en Écosse.

### Le plateau007

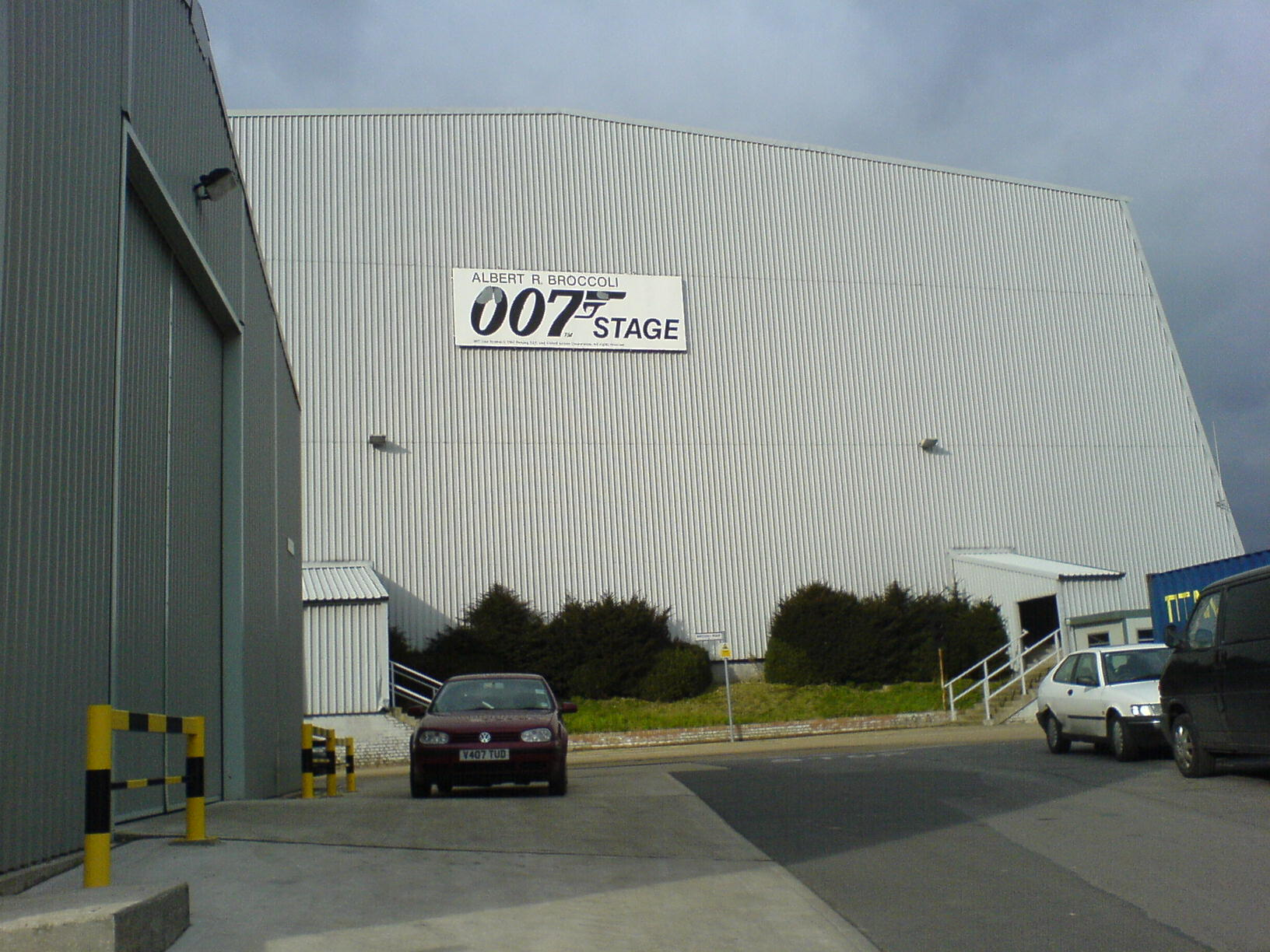
Le « plateau 007 » durant la réalisation de Casino Royale en 2006, avant un incendie et sa reconstruction.

Les studios Pinewood contiennent notamment le plateau 007 (007 stage en anglais). C'est un gigantesque plateau où de nombreux films de James Bond et autres grosses productions ont été tournés.
Il a été conçu en 1976 par le décorateur Ken Adam, pour les besoins de L'Espion qui m'aimait. Les scènes du super-pétrolier Liparus y ont été tournées. Il mesure alors 102 mètres de longueur pour 41 mètres de largeur.
Le 27 juin 1984, le plateau est détruit par un incendie sur le tournage de Legend de Ridley Scott. Il est réhabilité en janvier 1985 et renommé Albert R. Broccoli 007 en hommage au producteur historique de la saga James Bond. Dangereusement vôtre y est alors tourné.

## Filmographie partielle
Les séries Amicalement vôtre, Chapeau melon et bottes de cuir et Cosmos 1999 ont en partie été tournées dans les studios Pinewood, à l'instar de nombreuses autres séries britanniques.
Les films Batman (1989) et Batman : Le Défi (1992) de Tim Burton, ainsi que  Charlie et la Chocolaterie (2005), également du même réalisateur y ont été tournés.
4 clips vidéos de l’album The Miracle du groupe Queen y a été tournée en 1989.[réf. nécessaire]
12 films de la série James Bond y ont aussi été tournés, notamment les films Opération Tonnerre (1965) et L'espion qui m'aimait (1977), Moonraker  (1979), Octopussy (1983), Dangereusement vôtre (1985), Tuer n'est pas jouer (1987), Demain ne meurt jamais (1997), Le monde ne suffit pas (1999), Meurs un autre jour (2002), Skyfall (2012), 007 Spectre (2015), Mourir peut attendre (2021) sur le célèbre plateau dénommée Albert R. Broccoli 007.
Les films Frenzy, d'Alfred Hitchcock (1972) et Du rififi chez les mômes, d'Alan Parker (1976) et encore bien d'autres films anglais ont eux aussi été tournés dans le studio.